# Liliana Domínguez
Liliana Domínguez (nacida 6 de agosto de 1981 en Ciudad Juárez, Chihuahua) es una top model mexicana.
Domínguez comenzó a modelar a los 15 años, después en una fiesta en la Ciudad de México, un agente de modelos británico, convencido de las posibilidades de Liliana Domínguez de triunfar en el mundo de la moda, decidió mandarla a Londres, Inglaterra, donde se convirtió en una de las modelos más demandadas.
Ha sido representada por algunas de las mejores agencias de modelos alrededor del mundo, y también ha aparecido en numerosos desfiles de moda y modelado para algunos de los más grandes nombres en el mundo de la moda, como Tom Ford, Paco Rabanne, Kenneth Cole, Dolce & Gabbana, Roberto Cavalli y Chanel, entre otros.
La exótica belleza de Liliana Domínguez también la ayudó a aparecer en las portadas de numerosas revistas, incluyendo ELLE, Vogue y Glamour, así como también docenas de editoriales y campañas publicitarias, algunas para Paco Rabanne, Perry Ellis, Yves Saint Laurent y Sisley.

## Detalles
- Nacionalidad: Mexicana
- Altura: 1,75 m
- Medidas: 86-61-86[cita requerida]
- Color de ojos: Gris[cita requerida]
- Color de cabello: Castaño Oscuro